# U-Bahnhof Oranienplatz
Der U-Bahnhof Oranienplatz ist ein unvollendeter U-Bahnhof der von der U-Bahn-Linie U8 befahrenen Strecke D im Berliner U-Bahn-Netz. Die Station befindet sich am Oranienplatz im Berliner Ortsteil Kreuzberg (Bezirk Friedrichshain-Kreuzberg). Der Rohbau des Bahnhofs wurde ab 1913 von der AEG-Schnellbahn AG unter der Dresdener Straße errichtet, nach Planänderungen jedoch nie fertiggestellt. Im Jahr 2015 wurden die Station und die Tunnelbereiche locker mit Sand verfüllt.

## Planung und Bau
Im Jahr 1912 erhielt die AEG die Genehmigung zum Bau einer neue Nord–Süd-Bahnstrecke zwischen Gesundbrunnen und Neukölln (GN-Bahn, bis 1966: U-Bahn-Linie D, heute: U-Bahn-Linie U8). Die AEG gründete hierfür die AEG-Schnellbahn AG und plante die Strecke vom damals geplanten Bahnhof Neanderstraße (heute: U-Bahnhof Heinrich-Heine-Straße) aus geradeaus durch die Dresdener Straße bis zum Oranienplatz und weiter entlang dem Luisenstädtischen Kanal zum Kottbusser Tor.
Der U-Bahnhof wurde von dem Architekten Peter Behrens, der der AEG für die GN-Bahn als gestalterischer Berater fungierte, als Tunnelbahnhof mit Mittelbahnsteig geplant. Behrens entwarf den U-Bahnhof im Stil der frühen 1920er U-Bahn-Architektur. Zudem wurden Säulen aus schwedischem Granit als Bahnsteigstütze geplant, was Behrens’ Markenzeichen zu dieser Zeit war. Ähnliche architektonische Merkmale sind am U-Bahnhof Heinrich-Heine-Straße zu finden. Der Bahnhof lag rund 7–8 m unter der Straße.
Die beiden Zugangsbauwerke für den Bahnhof Oranienplatz waren an der Kreuzung Dresdener Straße/Adalbertstraße (Nordzugang) und auf der Mittelinsel des Oranienplatzes in Höhe der Dresdener Straße (Südzugang) vorgesehen.
Im Frühjahr 1913 begann der Tunnelbau unter der Dresdener Straße bis zum Oranienplatz, andere Quellen nennen allerdings erst 1915. Material- und Fachkräftemangel sowie eindringendes Grundwasser, das kontinuierlich abgepumpt werden musste, erschwerten die Arbeiten. Zwischen 1914 und 1918 wurde die Arbeit an dem Tunnel größtenteils von Frauen durchgeführt, da die meisten Männer durch den Ersten Weltkrieg eingezogen waren.
Während der Novemberrevolution 1918 führten Unruhen in der Bevölkerung dazu, dass das Land Berlin die AEG auf die Fertigstellung verklagte und 1921 per einstweiliger Verfügung den unfertigen Rohbau des Bahnhofs vollenden ließ, um die Straße wieder für den Verkehr freizugeben.

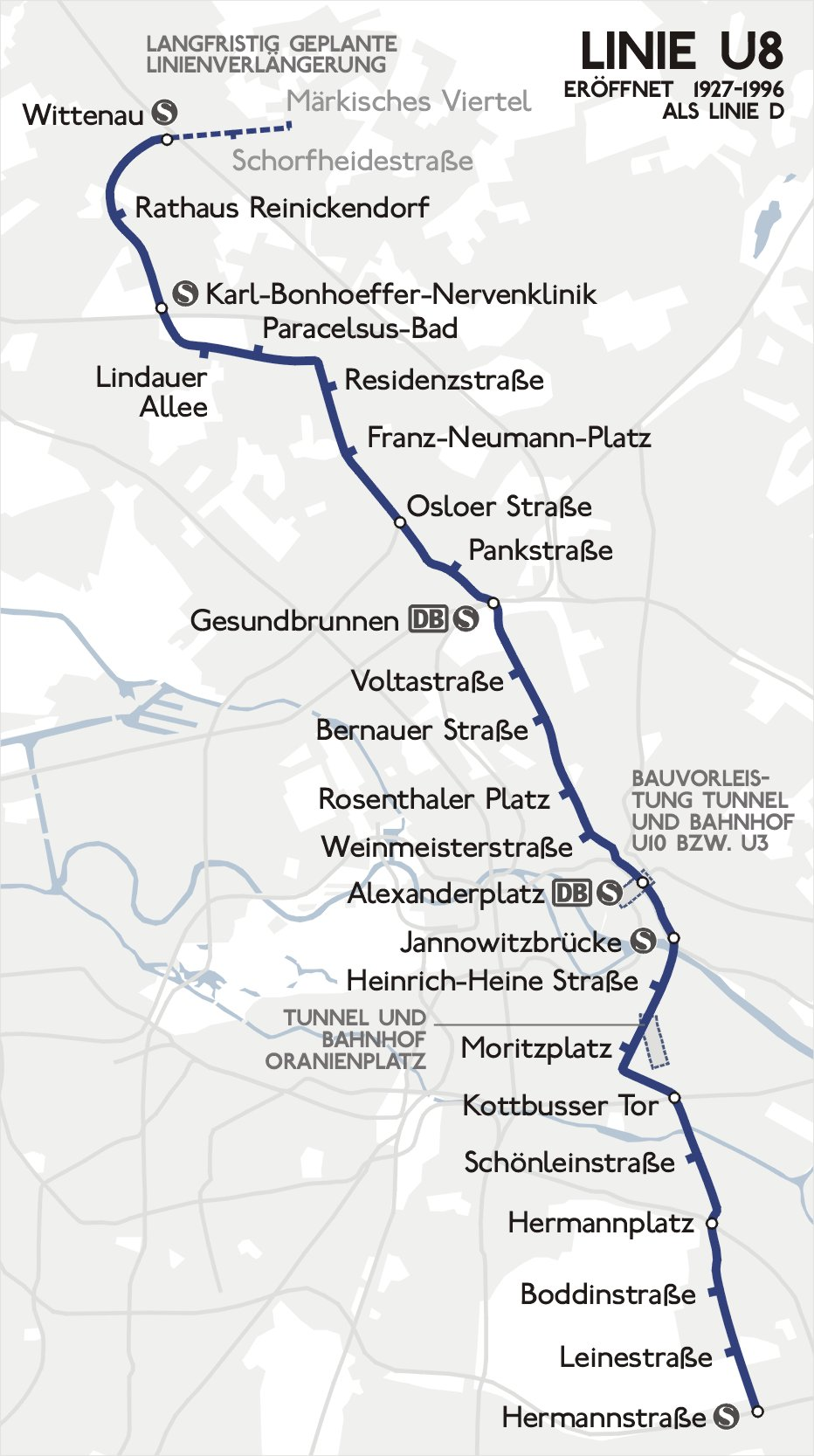
Heutige Karte der U-Bahn-Linie U8 mit sichtlichen „Knick“ zum Moritzplatz

Mitte der 1920er Jahre übernahm die Nordsüdbahn-Gesellschaft (ein Tochterunternehmen der städtischen BVG) den Weiterbau der Linie. Um 1927 entstand am Oranienplatz – direkt unter der Dresdener Straße – der Stationsrohbau für den späteren Bahnhof.
Ende 1927 wurde schließlich entschieden, dass die Strecke nicht, wie geplant, über den Oranienplatz führen sollte. Stattdessen wurde sie über den Moritzplatz geführt. Die 450 Meter lange Bahnhofsanlage einschließlich dem 90 Meter langen Bahnsteig blieb ungenutzt.
Es wird angenommen, dass das damalige Wertheim-Warenhaus rund fünf Millionen Reichsmark zahlte, um eine direkte Anbindung zum U-Bahn-Netz sicherzustellen. Weitere Gründe für die Verlegung zum Moritzplatz war auch die bessere Anbindung an wichtige Straßenbahnlinien.

## Umnutzung

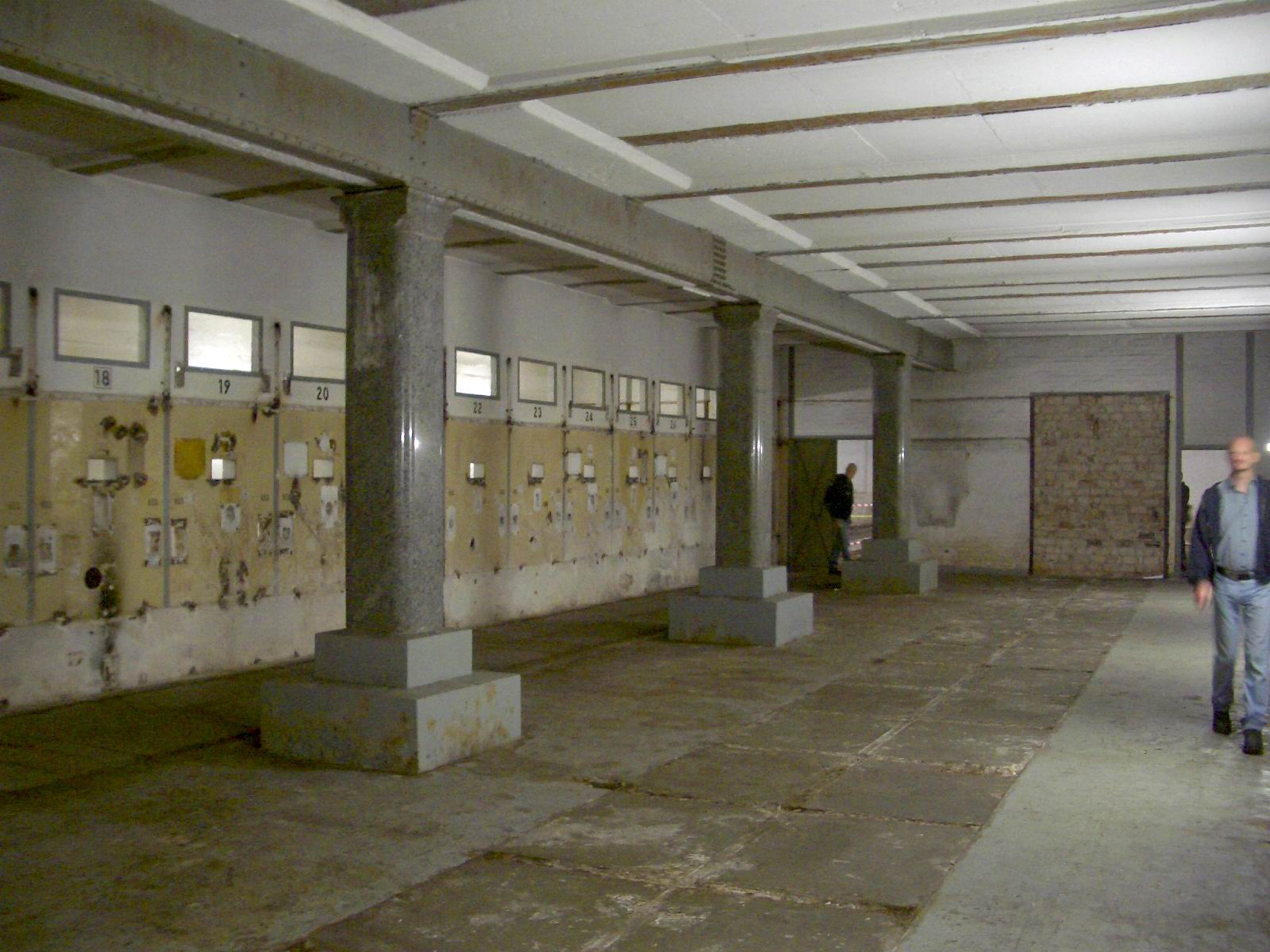
Nicht genutzte Schaltstation in der
U-Bahn-Station Oranienplatz

Bereits am Ende der 1920er Jahre richtete die Bewag im Bahnhofsrohbau eine Schaltstation ein. Der restliche Tunnelabschnitt diente der BVG zunächst als Abstellanlage (Nebengleise) für U-Bahn-Züge, bis er im Zweiten Weltkrieg um 1941/1942 teilweise zum Luftschutzbunker umgebaut wurde. Aufgrund der vorhandenen Bewag-Anlagen entstand aus dem eingleisiger Tunnelteil – entlang der früher für die Gleise vorgesehenen Strecke – ein Bunker, während der eigentliche Bahnhof nicht als Bunker diente.
Während der Zeit der deutschen Teilung unterquerte der ungenutzte Tunnel die Sektorengrenze zwischen Ost- und West-Berlin. Beim Bau der Berliner Mauer im Jahr 1961 wurde der Tunnel am nördlichen Ende als Vorkehrung eventueller Fluchtversuche auf Ost-Berliner Seite vermauert und mit Alarmsicherungen versehen.
Die Bewag-Schaltstation blieb bis 1988 in Betrieb und hinterließ zahlreiche technische Einbauten und Wandbeschriftungen im Bahnhof. Anfang der 1990er Jahre scheiterten Pläne, den unterirdischen Raum gastronomisch zu nutzen, an Auflagen der Behörden (fehlende Stellplätze).
Bis 2012 führte der Verein Berliner Unterwelten Führungen durch die auch als „Blinden Tunnel“ bezeichneten Bau, bis die Senatsverwaltung die Anlage sperren ließ.
Im Frühjahr 2015 wurde der Tunnel, aus statischen Gründen und unzureichender Tragfähigkeit der darüberliegenden Straße, mit einem Sand-Wasser-Gemisch verfüllt.

## Seit 2015
Der U-Bahnhof Oranienplatz ist heute vollständig verfüllt und dem öffentlichen Verkehr verschlossen. Kartenauswertungen verdeutlichen, dass sich der verbliebene Tunnel in mehrere Abschnitte gliedert. Erste Notausstiege und vereinzelte, noch erkennbare Rettungsschächte zeugen von der ursprünglichen Ingenieursleistung, während das Bauwerk selbst nur im Rahmen seltener Sonderführungen des Vereins Berliner Unterwelten e. V. besichtigt werden kann.